# Giving Up on Love
A Giving Up on Love egy pop-dance dal Rick Astley előadásában. A dal Astley második albumán szerepel. Az amerikai Billboard lista 38. helyén végzett. Az Egyesült Királyságban nem jelent meg, csak Astley amerikai turnéja előtt Észak-Amerikában.

## Megjelenések
12"  Németország RCA – PT 42950
- A1	Giving Up On Love (12" Pop Extended) 7:18
- A2	Giving Up On Love (7" Pop) 4:07
- B1	Giving Up On Love (12" R&B Extended) 7:08
- B2	Giving Up On Love (Dub 12" ) 5:00 Mixed By – Tony King
- B3	I'll Be Fine 3:44 Mixed By – Karen Hewitt, Producer – Stock, Aitken & Waterman

## Slágerlista
| Slágerlista (1989)                           | Legmagasabb helyezés |
| -------------------------------------------- | -------------------- |
| Kanada (RPM)                                 | 45                   |
| Franciaország (SNEP)                         | 46                   |
| U.S. Billboard Hot 100                       | 38                   |
| U.S. Billboard Hot Adult Contemporary Tracks | 11                   |